# Isidella tenuis
Espèce
Isidella tenuis est une espèce de gorgones de la famille des Isididae.

## Distribution
Cette espèce est endémique de l'île Cocos au Costa Rica. Elle se rencontre entre 606 et 628 m de profondeur dans l'océan Pacifique.

## Description
L'holotype mesure 18 cm de haut sur 7 cm de large.

## Publication originale
- Cairns, 2018 : Deep-Water Octocorals (Cnidaria, Anthozoa) from the Galápagos and Cocos Islands. Part 1: Suborder Calcaxonia. ZooKeys, vol. 729, p. 1-46.